# António Alexandre de Oliveira
António Alexandre de Oliveira (Arouca, 2 de maio de 1873 — Arouca, 26 de janeiro de 1926) foi um farmacêutico português, fundador e diretor do semanário “A Voz de Portugal”, primeiro jornal de Arouca. 

## Biografia

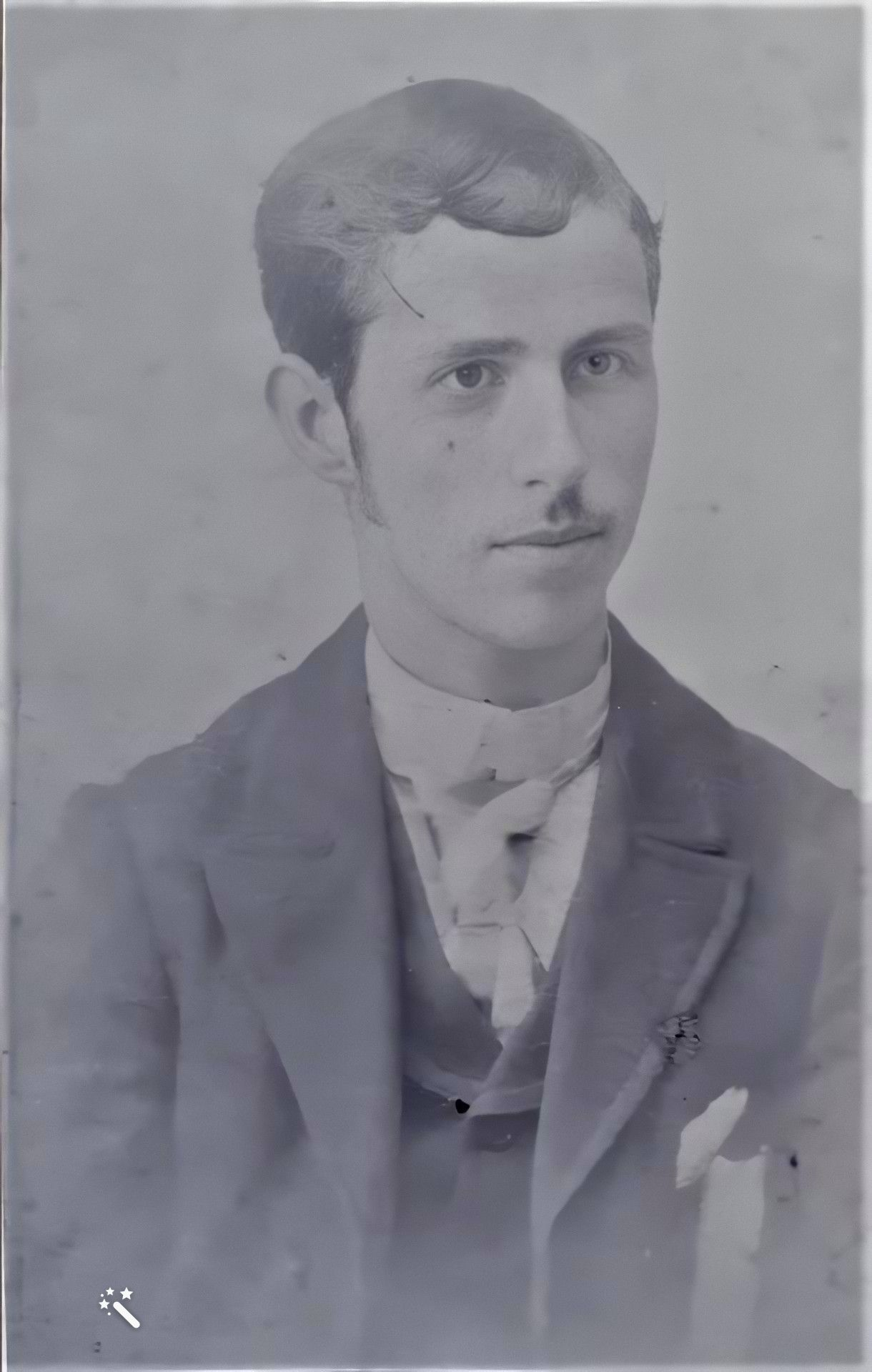
António d'Oliveira em 26-06-1896 - 23 anos

Filho do lavrador Alexandre José de Oliveira (1843(?)-1921) e de sua mulher Maria Rosa de Jesus (1840-1896), António de Oliveira iniciou os estudos primários em Arouca aos 11 anos, tendo terminado aos 13. Em 6 de Fevereiro de 1887, com 13 anos, partiu para o Porto para iniciar o curso prático de farmácia. Entre finais de 1889 e finais de 1891 esteve em Paredes do Bairro, em Anadia. De seguida partiu para Grândola, onde esteve até 1895. Fez estudos de liceu no Porto, Aveiro e Lisboa. Foi para Coimbra em finais de 1895 estudar farmácia, tendo realizado o “Exame de Pharmacia” no “Dispensatorio Pharmaceutico da Universidade” em 20 de abril de 1896, que o habilitou como farmacêutico. Em Coimbra, tornou-se amigo de Egas Moniz e do fadista Hilário, que lhe ofereceu uma guitarra sua, ainda existente. 

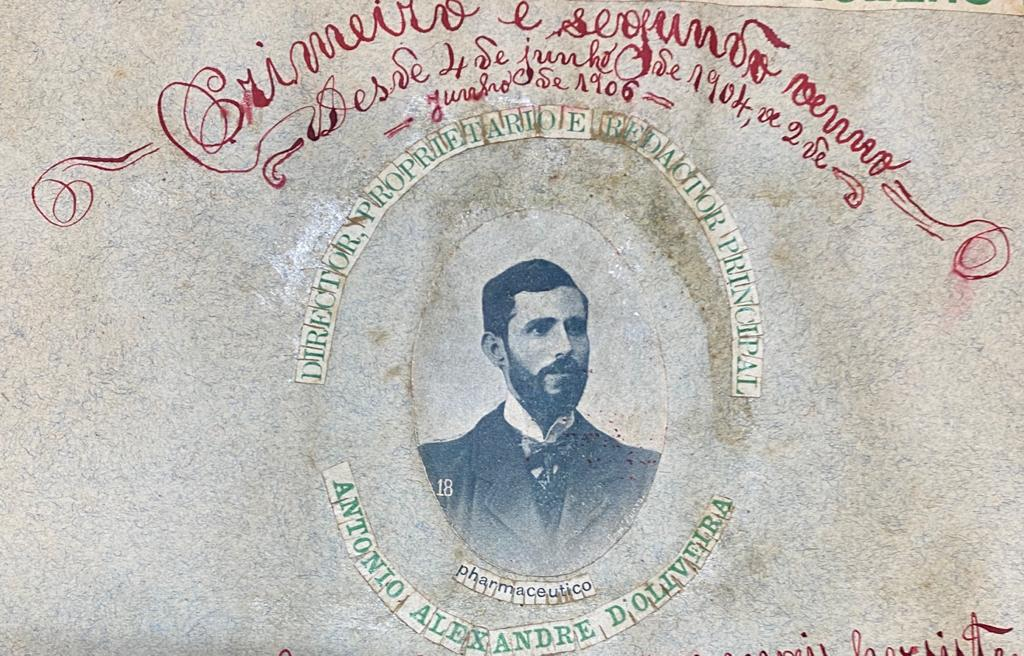
António d'Oliveira - foto jornal, 1907

Teve como mulheres Cecília da Conceição Jesus, de Grândola, e Henriqueta Gomes Beato, de Manhouce, das quais teve um total de 16 filhos, tendo dois morrido antes dos dois anos de idade. 

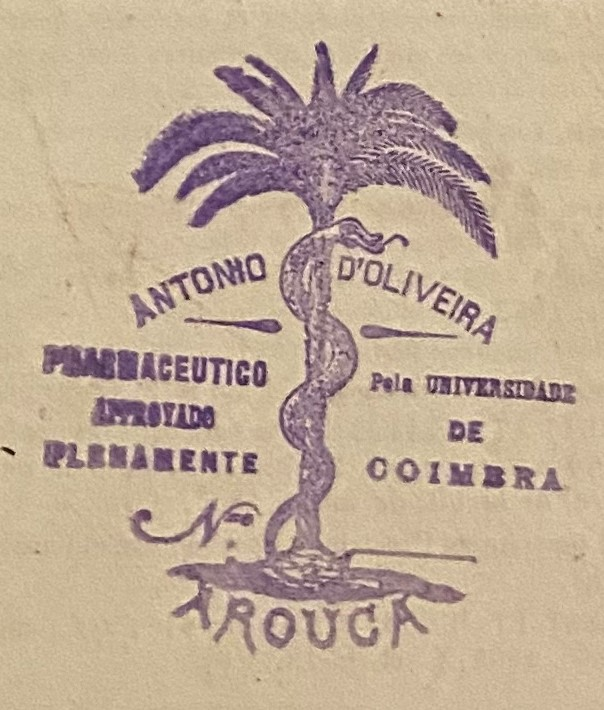
Carimbo - farmacêutico

Regressou a Arouca em finais de 1896, onde abriu a Pharmacia Oliveira, na Praça da Vila, aos 23 anos, onde desenvolveu medicamentos para várias doenças, tendo recebido em 1908 um prémio da Academia Physico-Chimica de Palermo, em Itália e sido constituído seu membro honorário, por mérito científico e filantrópico. Em junho de 1904, com 31 anos, fundou o jornal independente “A Voz de Portugal”, de que era proprietário e diretor, tendo recebido nessa qualidade, em 1907, um prémio internacional em Madrid.
Foi preso político em 1919, tendo sido libertado em 27/03/1919 por ordem de Adelino Gomes Moreira, Administrador do Concelho de Arouca: “É posto em liberdade o preso político António Alexandre de Oliveira”. 
Morreu com danos cerebrais na sequência de agressão violenta, executada, por razões políticas, por elementos da Guarda Nacional Republicana, em 20 de janeiro de 1926.

## Pensamento

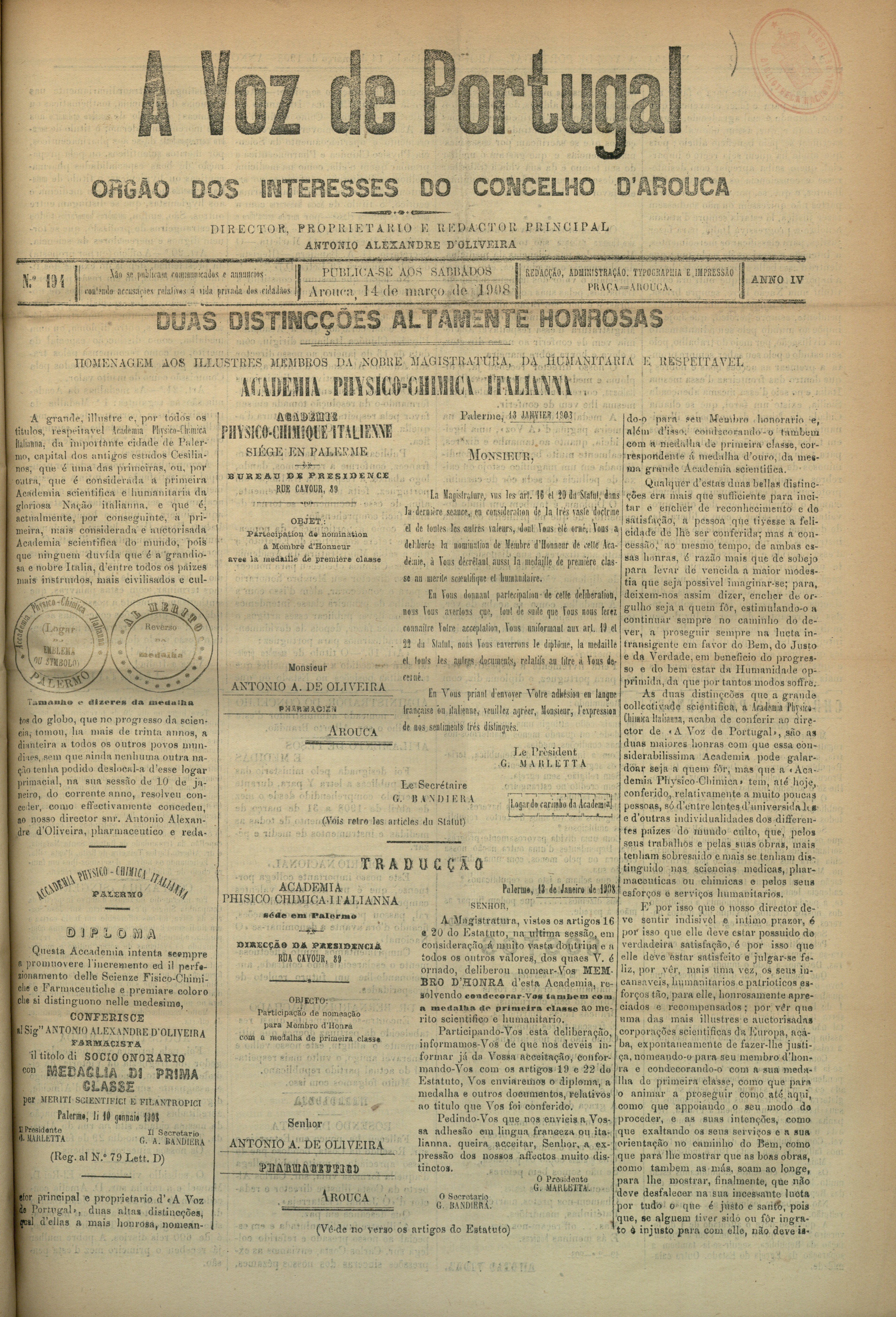
Primeira Medalha de Physico-Chimica, 1908

Monárquico e católico. Foi no seu jornal um acérrimo defensor da democracia e da liberdade de imprensa. Foi objeto de vários processos-crime por abuso de liberdade de imprensa por artigos críticos publicados em A Voz de Portugal. 
Defendeu repetidamente a emancipação da mulher e a igualdade de direitos: “Escravisada pelo homem arvorado em legislador, a principio pelo direito da força, depois por uma rotineira eguista” (Nº 5, 02/07/1904); “a mulher tambem ha de triumphar, ha de resurgir da sua escravidão e mandar, legislar, orar nos parlamentos, dirigir os municípios, os districtos e os governos”; “Eis a breve trecho o que é e o que, principalmente, deve ser a mulher: puramente egual ao homem. Tem a mesma alma, o mesmo coração, a mesma intelligencia, as mesmas carnes. Porque não hade compartilhar dos mesmos direitos e das mesmas obrigações?” (Nº 14, 03/09/1904)

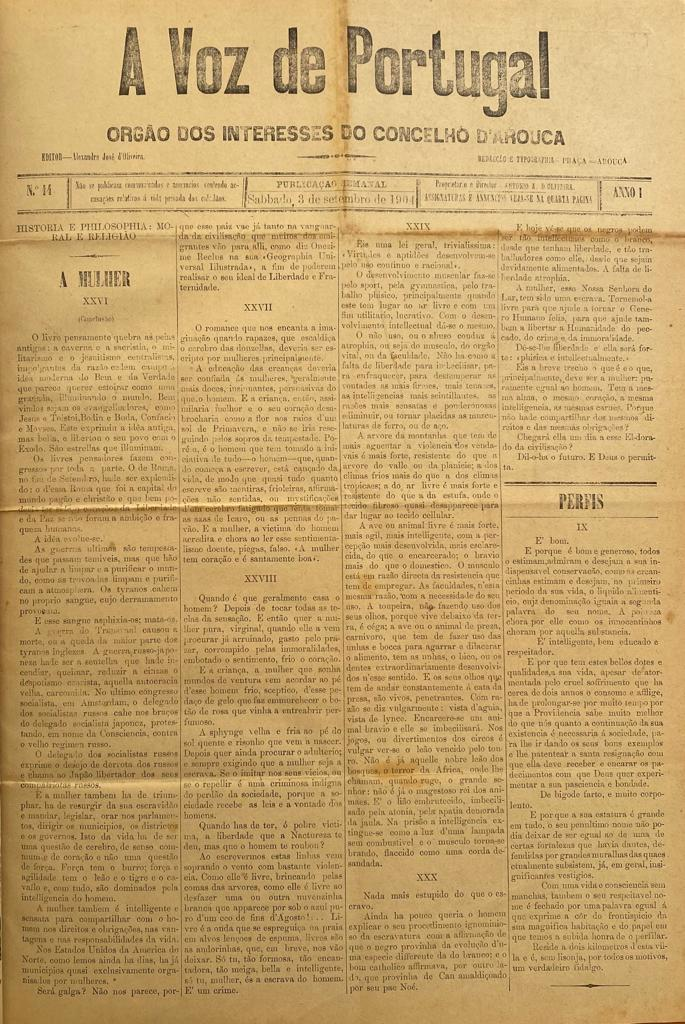
Editorial: A Mulher

Criticou a política colonial por “descarada exploração” dos “indígenas”: “Em vez de fazer prosperar as colonias, longe de tentar o seu progresso e aumento, procurando desenvolver a habilidade ou aptidões dos indígenas, porque as possuem apesar de todas as declamações em contrário, transformaram-n’as em vasto campo de descarada exploração de que se procura tirar todo o lucro possível, do qual simplesmente beneficia um limitadissimo numero de individuos ou entidades” (Nº 15, 10/09/1904)

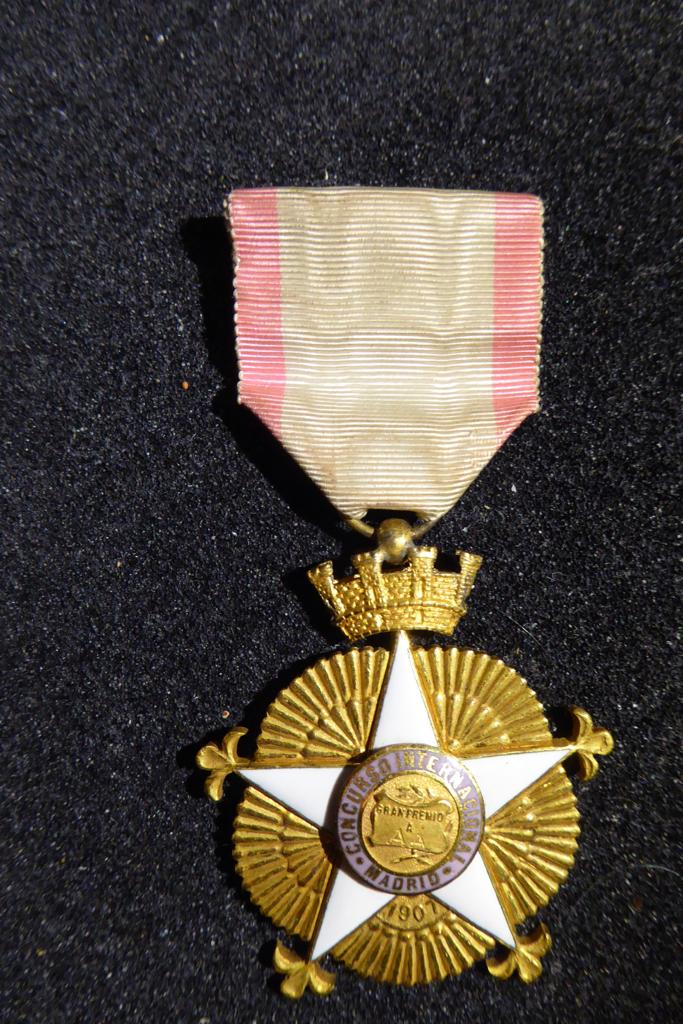
Medalha Grand Premio - Madrid

## Distinções
Recebeu, em 31 de dezembro de 1907, o “GRAN PREMIO” do “Concurso Internacional en Madrid”, da “Sociedad General de Exposiciones y Concursos”, “por sus trabajos literários como Director proprietário del periódico «A Voz de Portugal»”.
Enquanto farmacêutico, foi agraciado, em 8 de janeiro de 1908, por “Mérito Científico e Filantrópico”, com a Medalha de Primeira Classe e título de Sócio Honorário da «Academia Physico-Chimica Itallianna» de Palermo (ativa entre 1850 e o final da Grande Guerra).